# Бабина поляна (община Търговище)
 Тази статия е за селото в община Търговище.  За селото в община Враня вижте Бабина поляна (община Враня).  
Бабина поляна (на сръбски: Бабина Пољана или Babina Poljana) е село в община Търговище, Пчински окръг, Сърбия.

## История
В края на XIX век Бабина поляна е село в Прешевска кааза на Османската империя. Според статистиката на Васил Кънчов („Македония. Етнография и статистика“) от 1900 година Бабина поляна е населявано от 130 жители българи християни. Според патриаршеския митрополит Фирмилиан в 1902 година в Бабина Поляна има 26 сръбски патриаршистки къщи. По данни на секретаря на Българската екзархия Димитър Мишев („La Macédoine et sa Population Chrétienne“) в 1905 година в Бабина поляна (Babina Poliana) има 240 българи патриаршисти гъркомани.
В 2002 година в селото живеят 53 сърби.

## Население
- 1948 – 385
- 1953 – 426
- 1961 – 463
- 1971 – 468
- 1981 – 189
- 1991 – 83
- 2002 – 53
- 2011 – 21

## Личности

### Родени в Бабина поляна
- Георги Стоянов, редник в 85-и пехотен полк, 3-та картечна рота загинал в Серес 1918 година[4]
- Евтим Дойчинов Миленков, редник в 85-и пехотен полк, 3-та картечна рота загинал в  с. Зиляхово 1918[5]